# Житник, Владимир Константинович
Владимир Константинович (Костевич) Житник (28 ноября 1938 — 7 ноября 2010) — советский и украинский языковед, переводчик, поэт, кандидат филологических наук, доцент.

## Биография
Родился в селе Диканька (по документам в селе Великие Будища) на Полтавщине. В Великих Будищах в сельской школе работали его родители: Житник Константин Порфирьевич (1917—1990; поэт, драматург, переводчик, журналист) и Житник (Юрченко) Наталья Ивановна (1919—?).
В 1956 году поступил в Киевский государственный университет имени Тараса Шевченко на филологический факультет, отделение украинского языка и литературы. Его дополнительной специализацией были чешский язык и литература.
После обучения (1961—1964) работал учителем украинского языка и литературы в средней школе с. Рудое Село, Володарский район (Киевская область). В 1964—1965 годы был редактором издательства детской литературы «Веселка», которое ещё в 1964 году имело название «Дитвидав».
В 1964 году состоялся переводческий дебют Владимира Житника. Его переводы были напечатаны в антологиях «Чешская поэзия» и «Словацкая поэзия». В 1967 году выпустил первый поэтический сборник — «Зелёный ветер».
С 1965 до 1968 года был аспирантом кафедры славянской филологии филологического факультета Киевского университета. В октябре 1973 года защитил кандидатскую диссертацию на тему «Развитие поэтического мастерства Антонина Совы» и получил учёную степень кандидата филологических наук.
В 1974 году вышел второй поэтический сборник — «Причалы».
С 1968 до 1994 года был преподавателем кафедры славянской филологии Киевского государственного университета имени Тараса Шевченко (1968—1975 — ассистент, 1975—1978 — старший преподаватель, 1978—1995 — доцент).
С 30 мая 1980 года был членом Киевской городской организации Национального союза писателей Украины. Некоторое время заведовал секцией переводчиков Союза писателей Украины.
С 1994 года преподавал в Национальном университете Киево-Могилянская академия. В 1994—2001 годах был заведующим кафедры украинского языка, затем до 2008 года — доцентом этой кафедры, а три последние года жизни — доцентом кафедры общего и славянского языкознания.
В 1994—1995 годы был преподавателем украинского языка на философском факультете Карлова университета (Прага, Чехия) и лектором истории украинской литературы на философском факультете Университета Масарика (Брно, Чехия).
Автор более сотни научных статей. Переводчик с 14 языков (более 300 произведений 56 авторов). В частности, перевёл студенческий гимн «Gaudeamus». Больше всего переводил с чешского, словацкого и польского языков.
В 1998 году получил премию имени Максима Рыльского за «переводы с чешского произведений П. Безруча, И. Волькера, З. Бездековой и переводы последних лет, опубликованные в прессе».
Владимир Житник умер 7 ноября 2010 года от инсульта. У него остались жена и двое детей.

## Труды
- Поезія Антоніна Сови (розвиток поетичної майстерності). — К., Вища школа, 1975 р.
- Т. Г. Шевченко в слов’янських перекладах (Традиції і перспективи)
- Наукові основи персональної текстології (На матеріалі творчості Т. Г. Шевченка)
- Чеські і словацькі будителі та українські києвомефодіївці (концепції розвитку слов’янських народів, їх мов і літератур)
- Slovenska literatura na Ukrajine